# NGC 3013
NGC 3013 ist eine Balken-Spiralgalaxie vom Hubble-Typ SBa im Sternbild Kleiner Löwe. Sie ist schätzungsweise 360 Millionen Lichtjahre von der Milchstraße entfernt.
Das Objekt wurde am 18. März 1874 von Lawrence Parsons, 4. Earl of Rosse entdeckt.